# Robert Tibshirani
Robert Tibshirani (Niagara Falls, Ontario 10 de julio de 1956) es un profesor en los departamentos de Estadística y Estudios de la Salud y Políticas Públicas de la Universidad de Stanford. Previo a esto, fue profesor en la University of Toronto de 1985 hasta 1998. En sus trabajos, Tibshirani ha desarrollado herramientas estadísticas para el análisis de bases de datos complejas, recientemente en genomica y proteomica. 
Sus contribuciones mejor conocidas son 
Lasso (Estadística), que propose el uso de penalización con la norma L1  en Regresión Lineal y problemas relacionados, y Análisis de Significancia en Micro arreglos. Ha sido edemas co author de cuatro libros reconocidos: Modelos Aditivos Generalizados, Una Introducción al Bootstrap, Elements de Aprendizaje Estadístico, y  Introducción al Aprendizaje Estadístico, los últimos dos disponibles en el sitio web del autor. 

## Biografía
Se graduó con un Bachelors in Mathematics.en estadística y Ciencias Computacionales de la University of Waterloo en 1979 y una Master's en Estadística de la University of Toronto en 1980. Tibshirani se unió al programa de doctorado de la Universidad Stanford en 1981 y recibió su Ph.D. en 1984 bajo la supervisión de Bradley Efron. Su disertación titulada  "Estimación de Verosimilitud Local".
Su hijo, Ryan Tibshirani, con quien ocasionalmente hace publicaciones científicas, es un Professor Asociado en  Carnegie Mellon University en el departamento de Estadística, y juntamente en el departamento de Aprendizaje Automático (Machine Learning)

## Honores y premios
Tibshirani recibió el premio  COPSS Presidents' Award en 1996. Dado en conjunto por los líderes mundiales de las sociedades estadísticas, el premio reconoce contribuciones especiales a las ciencias estadísticas por un Estadístico menor de 40 años. Es el miembro del Instituto de Estadísticas Matemáticas, de la Asociación Estadística Americana y granados del premio Canadiense "Staecie Award". Fue elegido miembro de la Academia Nacional de las Ciencias en 2012.
Tibshirani recibió la Medalla de Oro de la  Statistical Society of Canada en su reunión anual en Guelph, Ontario for sus "contribuciones excepcionales a la metodología y a la teoría de las bases de datos completas,  smoothing y metodología de la regression lineal, aprendizaje estadístico, y clasificación, y áreas de applicación que includen Salud Pública, Genómica, y Proteomica". Dio su discurso de aceptación de la Medalla de Oro en la reunión de 2013 en Edmonton.